# Emarginella sibogae
Emarginella sibogae is een slakkensoort uit de familie van de Fissurellidae. De wetenschappelijke naam van de soort is voor het eerst geldig gepubliceerd in 1908 door Schepman.